# Schlenkova rovnováha
Schlenkova rovnováha je chemická rovnováha objevující se v roztocích Grignardových činidel a Hauserových zásad; objevil ji Wilhelm Schlenk.
2 RMgX ⇌ MgX2 + MgR2
Tento jev se popisuje jako rovnováha mezi dvěma ekvivalenty alkyl- nebo arylmagnesiumhalogenidu na levé straně rovnice a dialkyl či diarylhořečnaté sloučeniny s hořečnatým halogenidem na straně pravé. Organohořečnaté halogenidy v roztocích také vytváří, obzvlášť při vyšších koncentracích, dimery a vyšší oligomery; například alkylmagnesiumchloridy bývají v v etherech přítomny jako dimery.
Na rovnovážnou konstantu může mít vliv rozpouštědlo, teplota i vlastnosti substituentů. Hořčíková centra v Grignardových činidlech se často koordinují na molekuly etherů, jako jsou diethylether či tetrahydrofuran, jejich vzorce se tak přesněji zapisují jako RMgXL2, kde L = ether. Za přítomnosti monoetherů obvykle převládají halogenidy hořčíku. Přidání dioxanu do některých roztoků ovšem vede k selektivnímu vysrážení dihalogenidu MgX2(dioxan), což rovnováhu výrazně posune směrem vpravo.
Dialkylhořečnaté sloučeniny jsou silná alkylační činidla, často používaná na přípravu organokovových sloučenin.